# Melindof
Melindof (njemački: Müllendorf, mađarski: Szárazvám) je naselje i općina u austrijskoj saveznoj državi Gradišće, administrativno pripada Kotaru Željezno-okolica. 

## Stanovništvo
Melindof prema podacima iz popisa stanovništva iz 2010. godine ima 2.325 stanovnika. Godine 1910.imao je 1.063 stanovnika većinom Nijemca.

## Vanjske poveznice
- Internet stranica naselja